# Rugby 7 en los Juegos del Pacífico 2023
El Rugby 7 en los Juegos del Pacífico 2023 se disputó entre el 23 y 25 de noviembre de 2023 en el Estadio Nacional de Honiara y participaron 13 selecciones masculinas y 8 femeninas de Oceanía.

## Equipos participantes
| - Samoa Americana - Islas Cook - Fiyi - Nauru - Papúa Nueva Guinea - Islas Salomón - Tonga - Wallis y Futuna | - Samoa Americana - Islas Cook - Fiyi - Kiribati - Nauru - Papúa Nueva Guinea - Samoa - Islas Salomón - Tahití - Tonga - Tuvalu - Vanuatu - Wallis y Futuna |

## Medallistas
| Evento                      | Oro  | Plata              | Bronce          |
| --------------------------- | ---- | ------------------ | --------------- |
| Masculino (25 de noviembre) | Fiyi | Samoa              | Tonga           |
| Femenino (25 de noviembre)  | Fiyi | Papúa Nueva Guinea | Wallis y Futuna |

## Medallero
| Núm. | País               | Oro | Plata | Bronce | Total |
| ---- | ------------------ | --- | ----- | ------ | ----- |
| 1    | Fiyi               | 2   | 0     | 0      | 2     |
| 2    | Samoa              | 0   | 1     | 0      | 1     |
| 3    | Papúa Nueva Guinea | 0   | 1     | 0      | 1     |
| 4    | Wallis y Futuna    | 0   | 0     | 1      | 1     |
| 5    | Tonga              | 0   | 0     | 1      | 1     |